# ゲイリー・アンダーソン
ゲイリー・アンダーソン（Gary Anderson, 1951年3月9日 - ）は、イギリスのレーシングカーデザイナー。F1チームのジョーダンやジャガーでテクニカルディレクターを務めた。

## 経歴

### 初期
アイルランド島北部出身。レーサーを目指して21歳の1972年イングランドに渡り、モーターレーシング・ステーブルスのメカニックの職に就く。
その後、ブラバムに加入しF3カーの製造チームに加わり、早い段階でブラバムF1チームのチーフ・メカニックに昇格し、5歳年長のゴードン・マレーの下で働く。ブラバムに在籍していたとき将来の妻と出会い、彼女はアンダーソンに代わって、ブラバムF3チームのメカニックとしての仕事を求めてバーニー・エクレストンに手紙を送った。
1975年、ティレルで働いていたメカニックのボブ・シンプソンは、アンソンSA1というF3カーを製造した。それはブラバムBT38ベースで、フォーミュラ・リブレでアンダーソンによってドライブされた。
アンダーソンは1976年末にブラバムを去り、シンプソンと共に独立し、1977年のアンソンSA2・F3カーの設計に専念するが、資金難で活動は頓挫する。
1977年の途中で事業は撤回され、アンダーソンは、マクラーレンのチーフメカニックとしてF1に復帰し、2年間留まり、その後エンサインで働く。
1983年、アンダーソンとシンプソンはアンソン・プロジェクトを再開し、F3やフォーミュラ・スーパーVeeで成功を収める。
1985年、アメリカに渡ってCARTのギャレス・レーシングのチーフエンジニアに就任し、ドライバーのロベルト・モレノと親しくなる。
1988年、ブロムリー・モータースポーツのテクニカルディレクターとして、レイナード・88Dを使用して、モレノの国際F3000選手権チャンピオン獲得に貢献する。
チームがレイナードのシャシーを使用していた縁でエイドリアン・レイナードに招かれ、ビスターのレイナードの設計チームのスタッフを活用して、1989年と1990年にF3000マシンを設計した。

### ジョーダン（第1期）
1990年、国際F3000の強豪チームであるエディ・ジョーダン・レーシング (EJR) の依頼を受け、アンドリュー・グリーン、マーク・スミスらと伴にジョーダン・191を開発する。翌1991年、ジョーダン・グランプリがF1に初参戦すると、191は美しいデザインと高い戦闘力により注目を浴びる。アンダーソン自身も1992年にはジョーダンのテクニカルディレクターに就任する。
以後、エディ・ジョーダンの堅実なチーム運営と、アンダーソンが率いる開発部門の力により、ジョーダンは着実にチーム力を伸ばしていく。アンダーソンの元では前述のマーク・スミス（ケータハムF1チームのテクニカルディレクター）やアンドリュー・グリーン（フォース・インディアのテクニカルディレクター、レースエンジニア）、ニコロ・ペトルッチ（元トヨタのチーフエアロダイナミシスト）ら若いエンジニアが育った。
1994年ベルギーGPではルーベンス・バリチェロが初ポールポジションを獲得。1998年ベルギーGPではデイモン・ヒルのドライブにより初優勝を達成する。しかし、アンダーソンはその瞬間を見届けることなく、1998年シーズン途中にジョーダンを離脱する（後任はマイク・ガスコイン）。

### スチュワート / ジャガー
1998年末にスチュワート・グランプリに加入し、アラン・ジェンキンスが設計したSF-3の熟成に関わる。1999年ヨーロッパグランプリではジョニー・ハーバートのドライブにより初優勝を達成する。
スチュワートはフォードに買収され、2000年よりジャガー・レーシングに移行する。アンダーソンはジャガーのF1初マシンとなるR1をデザインしたが失敗作となり、2000年末にチームを追われる（後任はスティーブ・ニコルズ）。その後しばらくはレイナードのCARTプログラムに関わる。

### ジョーダン（第2期） / その後
2002年、古巣のジョーダンチームの名簿に名前を出し、エグバル・ハミディと共に2001年中に設計作業を済ませてチームに納入したツインキール車のEJ12のR&Dを担当し、アンリ・デュランと共に2003年車のEJ13の改良設計作業を担当した。2003年ブラジルグランプリでジャンカルロ・フィジケラが勝利を獲得するが、チームの資金難により成績は上向かなかった。
2004年車のEJ14の設計にもアンダーソンの名が出るが、2005年車のEJ15の設計ではジョン・マッキリアムとジェームス・キーの正副テクニカルディレクターに差し替わっている。
2004年8月、ダラーラは、ミッドランドのシャシーを構築するためにアレックス・シュナイダーとの契約を発表。
チームとの関係で言い直すと、アンダーソンは、ミッドランド・グループに買収された初年度、ジョーダン・ミッドランドのテクニカル･ディレクターとして招かれ、2005年型マシンの開発を任される。
ダラーラはイタリアの高性能車メーカーであり、当初、ミッドランドの車の設計を請け負っていたが、ダラーラ側で財政問題が発生し、2005年半ばまでに契約解消し、アンダーソンは2002年以降在籍したチームを離脱した。
その後、レースエンジニアとしてGP2チームに短期的に関わるなどした後、現在はメディアでのレース中継の解説などの仕事をしている。